# Éditions Fleurines
Pour les articles homonymes, voir Fleurine (homonymie).
Éditions Fleurines est une maison d'édition française de livres régionaux, sur le jogging et de DVD Première Guerre mondiale et agriculture bio.

## Historique
Les Éditions Fleurines sont créées en 1997 par Philippe Galmiche. Elles produisent des livres sur l'Aubrac puis des ouvrages culinaires de Provence, Occitanie, Auvergne et historiques. Les éditions agrandissent leurs collections au début des années 2010 avec le Larzac, des romans et des DVD.

## Auteurs
Liste non exhaustive
- Amédée Besset[4],[5]
- Arnaud Fradin[6]
- Christian Teysseyre[7]

- Georges Subervie[8]
- Jean-Marc Valat[9]
- Marie Rouanet

- Serge Cottereau
- Sœur Éliane[10]

- Yves Garric

- Yves Rouquette